# Batyle ignicollis
Batyle ignicollis es una especie de escarabajo del género Batyle, familia Cerambycidae. Fue descrita por Thomas Say en 1824. Habita en México y Estados Unidos.
Mide 8-13 mm. Se alimenta de tallos de plantas herbáceas o arbustivas (sumac) o en ramas de pinos muertos.

## Subespecies
Se reconocen las siguientes:
- B. i. australis
- B. i. oblonga